# Henrietta Christie
Henrietta Christie (Wellington, 23 gennaio 2002) è una ciclista su strada neozelandese che corre per il team EF-Oatly-Cannondale. È attiva in formazioni UCI dal 2021.

## Palmarès
- 2020 (Juniores)

Campionati neozelandesi, Prova a cronometro Junior
- 2021 (Velo project)

Campionati neozelandesi, Prova a cronometro Under-23

### Altri successi
- 2021 (BePink)

Classifica giovani Tour Cycliste Féminin International de l'Ardèche
- 2023 (Human Powered Health)

Classifica giovani Tour Down Under

## Piazzamenti

### Grandi Giri
- Tour de France

2022: 59ª
2023: 105ª
- Vuelta a España

2024: 28ª
2025: 71ª

### Classiche monumento
- Giro delle Fiandre

2023: 33ª
- Parigi-Roubaix

2021: ritirata
2022: 90ª
- Liegi-Bastogne-Liegi

2022: ritirata
2023: non partita
2024: 23ª
2025: ritirata

### Competizioni mondiali
- Campionati del mondo

Fiandre 2021 - In linea Elite: ritirata
Wollongong 2022 - In linea Elite: ritirata
Zurigo 2024 - In linea Elite: ritirata